# Maria Nagięć
Maria Teresa Nagięć, z d. Swianiewicz (ur. 1 czerwca 1928 w Wilnie) – polska biolożka, specjalizująca się w hodowli ryb.

## Życiorys
Jest córką Stanisława i Olimpii Swianiewiczów.
W latach 1952–1953 pracowała w Instytut Rybactwa Śródlądowego w Olsztynie. W 1953 ukończyła studia I stopnia na Wydziale Rolniczym Szkole Głównej Gospodarstwa Wiejskiego w Warszawie, o specjalizacji rybackiej. W latach 1953–1956 pracowała jako ichtiolog w Państwowym Gospodarstwie Rybackim w Węgorzewie, w 1958 ukończyła studia magisterskie w Wyższej Szkole Rolniczej w Olsztynie i w tym samym roku rozpoczęła pracę na tej uczelni (przemianowanej w 1972 na Akademię Rolniczo-Techniczną w Olsztynie). W 1964 uzyskała stopień doktora nauk przyrodniczych, na podstawie pracy Odżywianie się i wzrost narybku sandacza (Stizostedion lucioperca) w czterech jeziorach Pojezierza Mazurskiego w 1979 Akademia Rolnicza w Szczecinie nadała jej stopień doktora habilitowanego na podstawie pracy Dynamika intensywnie eksploatowanej populacji na przykładzie sandacza (Stizostedion lucioperca L.) w Jeziorze Jeziorak. W 1980 została przewodniczącą Założycielskiego Komitetu Zakładowego, od maja 1981 była sekretarzem Zarządu Komisji Zakładowej NSZZ „Solidarność” w ART w Olsztynie. W latach 1981–1984 była prorektorem ART ds. rozwoju kadry naukowej. W 1997 otrzymała tytuł profesora nauk rolniczych. Przeszła na emeryturę w 1999.
W latach 1970–1989 była uczestniczką Duszpasterstwa Ludzi Pracy przy kościele Serca Jezusowego w Olsztynie.
W 1977 została odznaczona Złotym Krzyżem Zasługi, w 1990 Krzyżem Kawalerskim Orderu Odrodzenia Polski.
Jej mężem był Celestyn Nagięć (1922-2001), w czasie II wojny światowej żołnierz Armii Krajowej, następnie pracownik ART.